# 裂葉福祿桐
裂葉福祿桐（Ming Aralia；），又名裂碎錦福祿桐、南洋参、羽葉福祿桐；俗稱：富貴樹，是一種五加科南洋參屬的常綠灌木，生長於南太平洋及印度洋地區，從印度到馬來西亞、波里尼西亞皆有發現。

## 南洋參屬植物
南洋參屬植物(Polyscias)旗下有114個品種，長有羽狀複葉。

## 形態
裂葉福祿桐高約1-2公尺呦，側枝細長，表面布滿皮孔。葉互生，中肋明顯，奇數羽狀複葉，小葉3-4對，卵形或卵橢圓形。鋸齒狀葉緣，鑲日邊新葉粉黃綠，後轉深綠。呈繖型花序，每年夏季開淡黃色小白花，有淡淡的花香味。結圓形球果，果實成熟時顏色由綠轉為黃。

## 品種
按葉片的碎裂情度，分為「一回裂葉福祿桐」及「二三回裂葉福祿桐」兩類。

## 生長環境
裂葉福祿桐(台灣叫法)一般被用作盆栽觀葉及庭園造景樹而栽種，因為它生性強健，耐寒耐陰。雖然作為景觀樹的森樹喜歡陽光且耐高溫，但作為觀賞盆栽的它對光照的需求並不大。森樹盆栽忌諱暴曬，若你想把它拿到室外，一定要避開陽光最刺眼的時候。大部分人都將它放在室內有散射光的地方。樹的汁液有毒(需要將整棵樹榨汁飲用才中毒入院)，可用扦插法繁殖。